# Cartographie épaisse
La cartographie épaisse (en anglais Thick mapping) est un concept, en humanités numériques, qui vise à étendre et à augmenter les informations contenues dans une carte géographique, par l’adjonction de multiples couches de données. Ces couches multiples peuvent être de nature très différente, comme des textes, des images ou des données audiovisuelles. Elles peuvent être par exemple liées aux domaines culturels, historiques, architecturaux ou sociologiques.
L'idée de cartographier différentes références à un sujet particulier a été apportée par un concept ethnographique appelé « description épaisse » et qui est compris comme une « description intensive, dense et rapprochée de la vie sociale, basée sur l'observation, à travers laquelle des interprétations culturelles plus larges et des généralisations peuvent être faites » (en anglais : « Intensive, small-scale, dense descriptions of social life from observation, through which broader cultural interpretations and generalizations can be made »).
Ce concept, tel que certains le comprennent en humanités numériques, a été principalement développé par le projet HyperCities, où il est défini comme suit « les processus de collecte, d'agrégation et de visualisation d'un nombre toujours plus grand de couches de données géographiques ou spécifiques à un lieu...[pour]... incarner une dynamique temporelle et historique à travers une multiplicité de couches de récits, de sources et même de pratiques figuratives » (en anglais : « the processes of collecting, aggregating, and visualizing ever more layers of geographic or place-specific data…[to]… embody temporal and historical dynamics through a multiplicity of layered narratives, sources, and even representational practices »). Ce projet est basé sur la modélisation virtuelle des villes et la collecte de « données épaisses » sur les expériences personnelles de leurs habitants ainsi que des données historiques. Il s'agit d'une plate-forme web en libre accès où différents projets sont présentés et qui vise à créer un environnement d'apprentissage interactif.